# José Luis Viejo
José Luis Viejo Gómez (2 de novembro de 1949 – 16 de novembro de 2014) foi um ex-ciclista profissional espanhol. Venceu a edição de 1972 da Volta à Polônia.